# Unione Sportiva Triestina 1932-1933
Questa voce raccoglie le informazioni riguardanti l'Unione Sportiva Triestina nelle competizioni ufficiali della stagione 1932-1933.

## Rosa
| N. |                   | Ruolo | Calciatore         |
| -- | ----------------- | ----- | ------------------ |
|    | Italia (bandiera) | P     | Giacomo Blason     |
|    | Italia (bandiera) | P     | Alessandro Bonetti |
|    | Italia (bandiera) | D     | Elio Loschi        |
|    | Italia (bandiera) | D     | Giuseppe Geigerle  |
|    | Italia (bandiera) | D     | Guglielmo Cudicini |
|    | Italia (bandiera) | C     | Andrea Capitanio   |
|    | Italia (bandiera) | C     | Mario Villini      |
|    | Italia (bandiera) | C     | Carlo Rigotti      |
|    | Italia (bandiera) | C     | Coriolano Palumbo  |
|    | Italia (bandiera) | C     | Mario De Bartoli   |
|    | Italia (bandiera) | C     | Luigi Busidoni     |
|    | Italia (bandiera) | C     | Antonio Bortoletti |

| N. |                   | Ruolo | Calciatore          |
| -- | ----------------- | ----- | ------------------- |
|    | Italia (bandiera) | C     | Marcello Cuffersin  |
|    | Italia (bandiera) | C     | Michele Sollecito   |
|    | Italia (bandiera) | A     | Nereo Rocco         |
|    | Italia (bandiera) | A     | Piero Pasinati      |
|    | Italia (bandiera) | A     | Renato De Manzano   |
|    | Italia (bandiera) | A     | Luigi Colaussi      |
|    | Italia (bandiera) | A     | Deo Baldi           |
|    | Italia (bandiera) | A     | Carlo Rosa          |
|    | Italia (bandiera) | A     | Cesare Jones        |
|    | Italia (bandiera) | A     | Romolo Simonetti    |
|    | Italia (bandiera) | A     | Giuseppe De Stefani |

## Statistiche

### Statistiche di squadra
| Competizione | Punti | In casa | In casa | In casa | In casa | In casa | In casa | In trasferta | In trasferta | In trasferta | In trasferta | In trasferta | In trasferta | Totale | Totale | Totale | Totale | Totale | Totale | DR  |
| Competizione | Punti | G       | V       | N       | P       | Gf      | Gs      | G            | V            | N            | P            | Gf           | Gs           | G      | V      | N      | P      | Gf     | Gs     | DR  |
| ------------ | ----- | ------- | ------- | ------- | ------- | ------- | ------- | ------------ | ------------ | ------------ | ------------ | ------------ | ------------ | ------ | ------ | ------ | ------ | ------ | ------ | --- |
| Serie A      | 34    | 17      | 10      | 5       | 2       | 27      | 16      | 17           | 4            | 1            | 12           | 14           | 40           | 34     | 14     | 6      | 14     | 41     | 56     | -15 |

### Statistiche dei giocatori
| Giocatore     | Serie A  | Serie A |
| Giocatore     | Presenze | Reti    |
| ------------- | -------- | ------- |
| D. Baldi      | 21       | 3       |
| G. Blason     | 26       | -47     |
| A. Bonetti    | 8        | -9      |
| A. Bortoletti | 4        | 0       |
| L. Busidoni   | 5        | 1       |
| A. Capitanio  | 28       | 1       |
| L. Colaussi   | 29       | 6       |
| G. Cudicini   | 3        | 0       |
| M. Cuffersin  | 3        | 0       |
| M. De Bartoli | 7        | 0       |
| R. De Manzano | 32       | 4       |
| G. De Stefani | 1        | 0       |
| G. Geigerle   | 16       | 0       |
| C. Jones      | 12       | 2       |
| E. Loschi     | 28       | 1       |
| C. Palumbo    | 14       | 5       |
| P. Pasinati   | 32       | 0       |
| C. Rigotti    | 20       | 0       |
| N. Rocco      | 33       | 7       |
| C. Rosa       | 20       | 9       |
| R. Simonetti  | 4        | 0       |
| M. Sollecito  | 1        | 0       |
| M. Villini    | 27       | 0       |